# Elisha Abas
Elisha Abas (hebräisch אלישע אבס‎, * 10. Dezember 1971 in Jerusalem) ist ein israelischer Pianist.

## Leben
Mit vier Jahren studierte er am Jerusalem Conservatory of Music bei Ester Medvetsky. Bis Dezember 2006 wurde er auch von Pnina Salzman unterrichtet.
Bereits mit neun Jahren beeindruckte er sein Publikum mit seinem außergewöhnlichen Spiel und galt als absolutes Ausnahmetalent. Selbst Größen der Musikwelt wie Arthur Rubinstein und Zubin Mehta zeigten sich begeistert.
Er gewann acht Jahre in Folge den ersten Preis der American-Israel Cultural Foundation Music Competition sowie den ersten Preis der Claremont Piano Competition. Er spielte mit 11 Jahren unter anderem zusammen mit Leonard Bernstein in der Carnegie Hall des Weiteren auch in der Royal Albert Hall und gab Privatkonzerte für Jitzchak Nawon und die Exilkönigin von Italien, Maria Jose di Savoia. Doch bereits mit 14 Jahren gab er nach einem Burn-out seine Pianistenkarriere vorläufig auf. Da er keinen Schulabschluss hatte, holte er diesen nach und absolvierte erfolgreich ein Jura-Studium an der Hochschule Sha’arei Mishpat in der Nähe von Tel Aviv. Abas wandte sich auch verstärkt seinem Hobby Fußball zu und wurde schließlich ein Profispieler, der unter anderem für Mannschaften wie Maccabi Akhi Nazareth F.C. spielte.
Im Jahr 2004 begann er wieder öffentlich aufzutreten.
Der israelische Sender YES Television produzierte eine Dokumentation über sein Leben.